# Атакувальний півзахисник

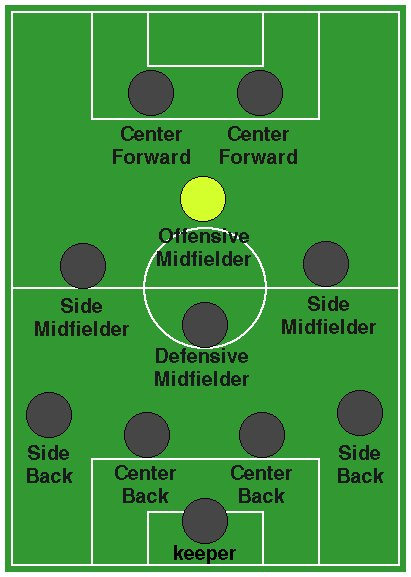
Позиція атакувального півзахисника на полі

Атакува́льний півзахисни́к (англ. attacking midfielder — AM) — футбольна позиція, гравець якої зазвичай знаходиться між центральним півзахисником і нападниками команди, і виконує переважно атакувальну роль. В різних країнах гравці даної позиції виконують трохи різні функції і мають власні назви, зокрема треквартіста (італ. trequartista) чи фантазіста (італ. trequartista) в Італії, енганче (ісп. enganche) або медіапунта (ісп. mediapunta) в іспаномовних країнах.

## Функції
Основні функції атакувальних півзахисників на полі:
- передача на центрального форварда;
- переведення м'яча на фланг (зміна акценту атаки);
- скидання м'яча гравцям середньої лінії (атака другим темпом);
- контроль м'яча з паузою для вибудовування позиційного нападу;
- прохід до воріт або діагональне зміщення;
- удар по воротах з середньої або дальньої дистанції.

У результаті у більшості випадків саме від цього футболіста залежить темп і вектор розвитку атаки. Креативний півзахисник регулює швидкість і напрямок атак команди. Тому він має добре бачити розташування своїх партнерів і супротивників, прораховуючи оптимальні можливості для розвитку атаки. Крім того, важливими характеристиками для гравців цього амплуа є висока техніка роботи з м'ячем та культура пасу, вміння швидко ухвалювати рішення, хороший удар та вміння знаходити вільний простір.

## Стиль гри
Центральні атакувальні півзахисники зазвичай виконують великий обсяг бігової роботи. У XX столітті були популярні так звані «вільні художники», які більше грали на «чистих» м'ячах і рідко опускались на свою половину поля, зосереджуючись виключно на креативі. Однак з розвитком інтенсивного і динамічного футболу атакувальні півзахисники мусили брати участь і в захисті своїх воріт, і багато рухатися без м'яча.
Центральні атакувальні півзахисники пробігають за матч у середньому 8—11 км і їм доводиться часто міняти вектор і темп своїх переміщень, постійно перемикаючись між фазами нападу і оборони. «Десятка» може опускатися ближче до лінії захисту для допомоги в розіграші м'яча і подолання пресингу. При цьому півзахисник часто після вдалого обіграшу з опорником або центрбеком повинен робити прискорення на половину поля противника.
Через сильніший опір суперника гравці на цій позиції зазвичай роблять менше передач за гру, ніж, наприклад, центральні півзахисники, але набагато важливішими характеристиками є показники точності цих пасів і ступінь їх важливості. У середньому гравець за матч виконує 3—4 ключових передачі за гру. В той же час через велику кількість загострювальних передач для гравців цього амплуа відсоток точності пасів істотно нижче, ніж, наприклад, для опорного або центрального захисника.
Перебуваючи на позиції, через яку часто будується вихід у другу третину поля й розвиток атаки, футболіст повинен уміти добре грати в один дотик. Цей навик є практично обов'язковим і дозволяє максимально швидко рухати м'яч та знизити шанси на втрату під тиском.
Також граючи під нападниками і регулярно перебуваючи з м'ячем на підступах до воріт противника, атакувальний півзахисник зобов'язаний володіти точним ударом. Ці гравці часто працюють на підборах, а також нерідко є основними виконавцями стандартних положень. У середньому за гру в атакувального півзахисника набирається близько 3 ударів по воротах.
Водночас існують тактичні схеми, які не використовують на полі яскраво вираженого атакувального півзахисника. Наприклад, це характерно для формації 4-3-3. Відсутність атакувального хавбека дозволяє більш ефективно організовувати пресинг і позиційні атаки, а його роль може виконати будь-який гравець лінії нападу або півзахисту. Жертвуючи цією позицією, тренери домагаються компактності і збалансованості в групі атаки. Кожен футболіст являє собою загрозу воротам противника, а гра будується на активній взаємодії, володінні м'ячем і довгих розіграшах. Тому чимало тренерів регулярно відмовляються від використання номінальної «десятки».
Багато атакувальних півзахисників залишили слід у світовій історії футболу. Серед них: Йоган Кройф, Боббі Чарльтон, Зіко, Зінедін Зідан, Роналдінью, Мікаель Лаудруп, Кака, Хуан Роман Рікельме, Рівалдо, Дієго Марадона, Мішель Платіні, Марко Ройс, Деку та ін. Серед українських гравців на цій позиції серед найвідоміших є Леонід Буряк, Вадим Євтушенко, Олександр Заваров, Віктор Колотов, Ілля Цимбалар, Максим Калиниченко, Олександр Рикун, Сергій Назаренко, Руслан Маліновський та ін.